# II. Ariobarzanész kappadókiai király
II. Ariobarzanész Philopatór (ógörögül: Ἀριοϐαρζάνης Φιλοπάτωρ), (? – Kr. e. 51) kappadókiai király Kr. e. 62-től haláláig.
I. Ariobarzanész fia és utóda. Uralkodása alatt lázadásokkal kellett küszködnie, és valószínűleg orgyilkosság áldozata lett. Utóda fia, III. Ariobarzanész lett.